# Alfabeto lepcha
El alfabeto lepcha (o róng) es una escritura alfasilábica utilizada por los lepchas que tiene la particularidad de que las consonantes finales de las sílabas se escriben como diacríticos.

## Historia

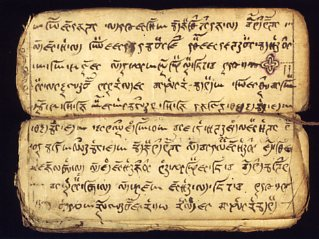
Manuscrito Róng

El lepcha se deriva de la escritura tibetana, aunque podría tener cierta influencia del alfabeto birmano. La tradición recoge dos orígenes: fue ideado o a principios del siglo XVIII por el príncipe Chakdor Namgyal de la dinastía tibetana de Sikkim, o por el erudito Thikúng Men Salóng en el siglo XVII. Los primeros manuscritos en lepcha se escribían verticalmente, un signo de la influencia china. Después pasaría a escribirse horizontalmente, pero manteniendo las letras en sus nuevas orientaciones, giradas 90° respecto a sus prototipos tibetanos. De ahí resultó su método inusual de escribir las consonantes finales.

## Tipología

Las consonantes lepcha en la dirección original (llamadas lazóng).

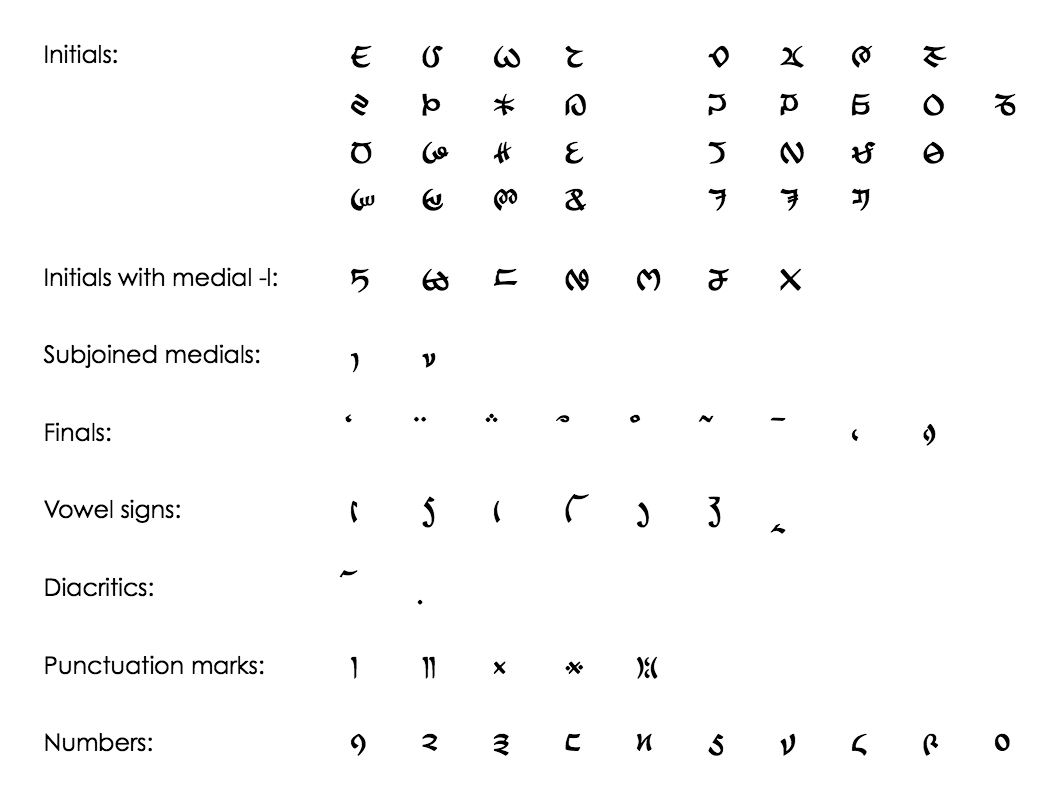
Inventario lepcha en Unicode

En la actualidad, el lepcha se escribe horizontalmente y no en vertical como en el pasado. Este cambios en la dirección de escritura ha resultado en una metamorfosis de las ocho consonantes de fin de sílaba que han pasado de letras conjuntas (ligaduras) como en el tibetano a ser diacríticos superpuestos.
Como en la mayoría de las otras escrituras brahmicas, la vocal corta /-a/ no está escrita; otras vocales se escriben con signos diacríticos antes (/-i, -o/), después (/-ā, -u/) o debajo (/-e/) de la consonante inicial. Sin embargo, la marca de longitud se escribe sobre la inicial, así como sobre cualquier consonante diacrítica final, y se fusiona con /-o/ y /-u/; cuando se fusiona como /-ō/, sin embargo, se encuentra debajo de cualquier consonante final. Las vocales iniciales no tienen letras separadas, pero se escriben con los diacríticos de las vocales sobre una letra de consonante cero con forma de &.
Existen signos diacríticos pospuestos para /-y-/ y /-r-/ mediales, que pueden combinarse (p.ej. krya). Sin embargo, para /-l-/ medial hay siete letras conjuntas dedicadas. Es decir, hay una letra especial para /kla/ que no se parece a la letra de /ka/ (Solo /gla/ se escribe con un simple diacrítico.)
Una de las letras finales, /-ŋ/, es una excepción a estos patrones. Primero, porque a diferencia de las otras finales, la /-ŋ/ final se escribe a la izquierda de la consonante inicial en lugar de en la parte superior, incluso antes de las vocales prepuestas. Es decir, /kiŋ/ se escribe "ngki". En segundo lugar, no hay una vocal inherente antes de /-ŋ/; incluso debe escribirse una /-a-/ corta, con un diacrítico exclusivo de esta situación. Este parece el diacrítico para /-ā/ larga girado 180 ° alrededor de la letra consonante. Es decir, /kaŋ/ se escribe "ngka", en lugar de "kng", como se esperaría del patrón general.

## Estructura
Como otros alfasilabarios índicos, cada consonante básica representa tanto esa consonante como la vocal inherente, que en lepcha es /a/.

### Consonantes
| Transcripción | a     | ka    | kha   | ga    | nga   | ca    | cha   | ja    | nya   | ta    | tha   | da   | na   | pa   | pha   | fa   | ba   | ma   | tsa   | tsha  | za   | ya   | ra   | la   | ha   | va   | sha  | sa   | wa   |
| IPA           | /a/   | /ka/  | /kʰa/ | /ga/  | /ŋa/  | /ca/  | /cʰa/ | /dʒa/ | /nja/ | /ta/  | /tʰa/ | /da/ | /na/ | /pa/ | /pʰa/ | /fa/ | /ba/ | /ma/ | /tˢa/ | /tʃa/ | /za/ | /ja/ | /ra/ | /la/ | /ha/ | /va/ | /ʃa/ | /sa/ | /ua/ |
| Letra         | ᰣ     | ᰀ     | ᰂ     | ᰃ     | ᰅ     | ᰆ     | ᰇ     | ᰈ     | ᰉ     | ᰊ     | ᰋ     | ᰌ    | ᰍ    | ᰎ    | ᰐ     | ᰑ    | ᰓ    | ᰕ    | ᰗ     | ᰘ     | ᰙ    | ᰚ    | ᰛ    | ᰜ    | ᰝ    | ᰟ    | ᰡ    | ᰠ    | ᰢ    |
| Transcripción | kla   | gla   | pla   | fla   | bla   | mla   | hla   | tta   | ttha  | dda   |       |      |      |      |       |      |      |      |       |       |      |      |      |      |      |      |      |      |      |
| IPA           | /kla/ | /gla/ | /pla/ | /fla/ | /bla/ | /mla/ | /hla/ | /tta/ | /tθa/ | /dda/ |       |      |      |      |       |      |      |      |       |       |      |      |      |      |      |      |      |      |      |
| Letra         | ᰁ     | ᰄ     | ᰏ     | ᰒ     | ᰔ     | ᰖ     | ᰞ     | ᱍ     | ᱎ     | ᱏ     |       |      |      |      |       |      |      |      |       |       |      |      |      |      |      |      |      |      |      |

| Transcripción     | -y-    | -r-    |
| Marca diacrítica  | ᰤ       | ᰥ       |
| Ejemplo con ᰜ(la) | ᰜᰤ(lya) | ᰜᰥ(lra) |

| Transcripción     | -k     | -m     | -l     | -n     | -p     | -r     | -t     | -ng     |
| Marca diacrítica  | ᰭ       | ᰮ       | ᰯ       | ᰰ       | ᰱ       | ᰲ       | ᰳ       | ᰴ        |
| Ejemplo con ᰜ(la) | ᰜᰭ(lak) | ᰜᰮ(lam) | ᰜᰯ(lal) | ᰜᰰ(lan) | ᰜᰱ(lap) | ᰜᰲ(lar) | ᰜᰳ(lat) | ᰜᰴ(lang) |

### Vocales
| Transcripción              | â     | á     | i     | í     | o     | ó     | u     | ú     | e/ä[1] |
| Dependent diacritical mark | ᰶ      | ᰦ      | ᰧ      | ᰧ ᰶ     | ᰨ      | ᰩ      | ᰪ      | ᰫ      | ᰬ       |
| Letra (not dependent)      | ᰣᰶ     | ᰣᰦ     | ᰣᰧ     | ᰣᰧᰶ     | ᰣᰨ     | ᰣᰩ     | ᰣᰪ     | ᰣᰫ     | ᰣᰬ      |
| Example using ᰜ(la)        | ᰜᰶ(lâ) | ᰜᰦ(lá) | ᰜᰧ(li) | ᰜᰧᰶ(lí) | ᰜᰨ(lo) | ᰜᰩ(ló) | ᰜᰪ(lu) | ᰜᰫ(lú) | ᰜᰬ(le)  |

^[1] Escrita en el artículo como 'e'
ᰛᰩᰴᰛᰧᰴ is the native name of the Lepcha script and is written "órangirang".

## Unicode
El alfabeto lepcha se agregó al estándar Unicode en abril de 2008 con el lanzamiento de la versión 5.1.
El bloque Unicode para el lepcha es U+1C00 – U+1C4F:
| Lepcha Official Unicode Consortium code chart (PDF)                                 |   |   |   |   |   |   |   |   |   |   |   |   |   |   |   |   |
|                                                                                     | 0 | 1 | 2 | 3 | 4 | 5 | 6 | 7 | 8 | 9 | A | B | C | D | E | F |
| U+1C0x                                                                              | ᰀ | ᰁ | ᰂ | ᰃ | ᰄ | ᰅ | ᰆ | ᰇ | ᰈ | ᰉ | ᰊ | ᰋ | ᰌ | ᰍ | ᰎ | ᰏ |
| U+1C1x                                                                              | ᰐ | ᰑ | ᰒ | ᰓ | ᰔ | ᰕ | ᰖ | ᰗ | ᰘ | ᰙ | ᰚ | ᰛ | ᰜ | ᰝ | ᰞ | ᰟ |
| U+1C2x                                                                              | ᰠ | ᰡ | ᰢ | ᰣ | ᰤ  | ᰥ  | ᰦ  | ᰧ  | ᰨ  | ᰩ  | ᰪ  | ᰫ  | ᰬ  | ᰭ  | ᰮ  | ᰯ  |
| U+1C3x                                                                              | ᰰ  | ᰱ  | ᰲ  | ᰳ  | ᰴ  | ᰵ  | ᰶ  | ᰷  |   |   |   | ᰻ | ᰼ | ᰽ | ᰾ | ᰿ |
| U+1C4x                                                                              | ᱀ | ᱁ | ᱂ | ᱃ | ᱄ | ᱅ | ᱆ | ᱇ | ᱈ | ᱉ |   |   |   | ᱍ | ᱎ | ᱏ |
| Notas Desde la versión Unicode 13.0 Las áreas grises indican segmentos no asignados |   |   |   |   |   |   |   |   |   |   |   |   |   |   |   |   |